# 米基利斯凱 (沃爾諾瓦哈區)
米基利斯凱 (烏克蘭語：Микільське) 是位於烏克蘭東部的村莊，由頓涅茨克州沃爾諾瓦哈區的武赫萊達爾市鎮負責管轄。
這村的海拔高度167米，2017年人口1608，面積4.3平方公里，人口密度每平方公里374人。

## 人口統計
根據 2001年烏克蘭人口普查，該村的人口為1,922人，而居民的母語分配如下：
- 烏克蘭語：81.3%
- 俄語：18.1%
- 其他：0.6%

## 歷史
在俄烏戰爭期間，該村處於數月都膠著的前線，所以控制權一直受俄方與烏方的爭議，也不斷受雙方的炮擊。截至2023年1月，該村仍處於這狀況。